# Scleria sumatrensis
Scleria sumatrensis är en halvgräsart som beskrevs av Anders Jahan Retzius. Scleria sumatrensis ingår i släktet Scleria och familjen halvgräs. Inga underarter finns listade i Catalogue of Life.